# باشبوة

تعديل مصدري - تعديل

باشبوه هي إحدى قرى عزلة أحور بمديرية أحور التابعة لمحافظة أبين، بلغ تعداد سكانها 72 نسمة حسب تعداد اليمن لعام 2004.